# Hrabstwo Pierce (Nebraska)
Hrabstwo Pierce (ang. Pierce County) – hrabstwo w stanie Nebraska w Stanach Zjednoczonych. Obszar całkowity hrabstwa obejmuje powierzchnię 574,59 mil2 (1 488,20 km²). Według danych z 2010 r. hrabstwo miało 7 266 mieszkańców. Hrabstwo powstało w 1856 roku i nosi imię Franklina Piercego - czternastego prezydenta Stanów Zjednoczonych.

## Sąsiednie hrabstwa
- Hrabstwo Knox (północ)
- Hrabstwo Cedar (północny wschód)
- Hrabstwo Wayne (wschód)
- Hrabstwo Stanton (południowy wschód)
- Hrabstwo Madison (południe)
- Hrabstwo Antelope (zachód)

## Miasta
- Osmond
- Pierce
- Plainview

## Wioski
- Foster
- Hadar
- McLean